# Leucania inframicans
Leucania inframicans är en fjärilsart som beskrevs av George Francis Hampson 1893. Leucania inframicans ingår i släktet Leucania och familjen nattflyn. Inga underarter finns listade i Catalogue of Life.